# أنطونيلا مولاروني
أنطونيلا مولاروني (بالإيطالية: Antonella Mularoni) هي سياسية سان مارانية ولدت في يوم 27 سبتمبر 1961 في مدينة سان مارينو. أكملت دراسة القانون في جامعة بولونيا. شغلت في السابق منصب حاكمة سان مارينو من أبريل 2013 وإلى أكتوبر 2013 برفقة دينيس أميتشي. شغلت قبلها منصب وزير خارجية البلاد من سنة 2008 إلى 2012. أصبحت بعد ذلك أحد قضاة المحكمة الأوروبية لحقوق الإنسان.